# Dolichowithius simplex
Dolichowithius simplex es una especie de arácnido del orden Pseudoscorpionida de la familia Withiidae.

## Distribución geográfica
Se encuentra en Puerto Rico y la República Dominicana.